# どうよ?
「どうよ?」は、nobodyknows+の7枚目のシングルである。

## 概要
- 2枚目のアルバム『5MC&1DJ』の先行シングル。
- 初回限定盤にはジャケット絵柄ステッカーが封入されている。
- CMには、同名のお笑い芸人「どーよ」が出演している。
- 2006年10月まで約1年間、オリコンウィークリーチャート10位の歴代最低売上記録を保持していたが、徳永英明の「Happiness」がそれを約2000枚下回った。

## 収録曲
1. どうよ? (4:33)
テレビ東京系『JAPAN COUNTDOWN』2006年10月度テーマソング。
2. Theme from nobodyknows+ pt.12 (Sweet Soul Music Breaks) (1:35)
3. 夏のかけら (4:15)
4. どうよ? -instrumental- (4:33)